# Nadia Tereszkiewicz
Nadia Tereszkiewicz (pronunciación en francés: /nadja tɛʁɛskevitʃ/; Versalles, 24 de mayo de 1996) es una actriz francesa.

## Carrera
Tereszkiewicz bailaba en películas y videos mientras estudiaba. Hizo su debut cinematográfico en La Danseuse (2016), que la inspiró a seguir una carrera como actriz.
En 2019, Tereszkiewicz apareció en Only the Animals de Dominik Moll, que le valió el premio a la Mejor Actriz en el Festival Internacional de Cine de Tokio  y la inclusión en la lista de revelaciones de los César 2020. En 2022, protagonizó La gran juventud, que se estrenó en competencia en el Festival de Cine de Cannes, dirigida por Valeria Bruni Tedeschi, quien compartió escenas con Tereszkiewicz en Only the Animals. En 2023, fue galardonada con el Premio César a la mejor actriz revelación por su actuación en La gran juventud.

## Filmografía
| Año  | Título                  | Papel                  | Director                         |
| ---- | ----------------------- | ---------------------- | -------------------------------- |
| 2016 | La Danseuse             | Bailarina              | Stéphanie Di Giusto              |
| 2018 | Padre e hijos           | Chica de club nocturno | Félix Moati                      |
| 2018 | Salvaje                 | Nora                   | Dennis Berry                     |
| 2019 | Persona non grata       | Anais Laffont          | Roschdy Zem                      |
| 2019 | Seules les bêtes        | Marion                 | Dominik Moll                     |
| 2020 | Una noche en los campos | Océano                 | Guillaume Grélardon              |
| 2020 | Un museo duerme         | Chloe                  | Camilo de Chenay                 |
| 2022 | Niñera                  | Amy                    | Monia Chokri                     |
| 2022 | Tomás                   | Joss                   | Fabienne Berthaud                |
| 2022 | La gran juventud        | Estela                 | Valeria Bruni Tedeschi           |
| 2022 | La última reina         | Astrid                 | Damien Ounouri, Adila Bendimerad |
| 2023 | El crimen es mío        | Madeleine Verdier      | François Ozon                    |
| 2023 | Rosalía                 | Rosalie Deluc          | Stéphanie Di Giusto              |
| 2023 | Isla roja               | Colette López          | Robin Campillo                   |